# جورجي فاسيليف
جورجي فاسيليف (بالبلغارية: Георги Василев)‏ هو لاعب كرة قدم بلغاري ويوناني في مركز الهجوم، ولد في 9 يونيو 1945 في سيديروكاسترو في اليونان. شارك مع منتخب بلغاريا لكرة القدم. أما مع النوادي، فقد لعب مع بيرين جوتشي ديلتشيف ونادي لوكوموتيف بلوفديف.

## وصلات خارجية
- جورجي فاسيليف على موقع اللجنة الأولمبية الدولية (الإنجليزية)
- جورجي فاسيليف على موقع أوليمبيديا (الإنجليزية)